# Karin Michaëlis
Karin Michaëlis, nata Katharina Bech-Brøndum (Randers, 20 marzo 1872 – Copenaghen, 11 gennaio 1950), è stata una scrittrice e giornalista danese.

## Biografia

### Infanzia e giovinezza
Karin Michaëlis era figlia di un telegrafista, Jacob Anthonius Brøndum (1837–1921), e di sua moglie Nielsine Petrine Bech (1839–1932). La madre contribuiva al magro reddito familiare facendo corone di fiori;  la nonna e la zia contribuirono molto all'educazione della giovane Karin. In Pigen med Glasskaarene (Girl with Glass Pieces) (primo volume del capolavoro Træet på Godt og Ondt, scritto negli anni 1924-30) la scrittrice ha ritratto l'ambiente in cui è cresciuta. A scuola la canzonavano perché era piccola, grassottella, e soffriva di strabismo.

### Copenaghen e il matrimonio con Sophus Michaëlis
Da giovane  Michaëlis lavorò come insegnante privata per diversi anni, in parte a Læsø  e in parte in una residenza di campagna a nord di  Randers. Nel 1892 si trasferì a Copenaghen, per diventare insegnante di piano, e lì conobbe lo scrittore Sophus Michaëlis (1865–1932), che sposò nel 1895. La coppia si guadagnava da vivere principalmente scrivendo recensioni teatrali. Nel 1911 però i coniugi divorziarono.

### Il secondo matrimonio e  il lavoro di scrittrice
l'anno seguente, Karin Michaëlis sposò il diplomatico norvegese-americano Charles Emil Stangeland a New Rochelle, New York. Lo aveva incontrato l'anno prima durante un viaggio di ritorno in nave dagli Stati Uniti alla Danimarca. Era un economista politico educato alla Columbia University, e al tempo del matrimonio con Karin Michaëlis fu inviato in Bolivia come segretario della legazione americana. Stangeland non era contento dell'attività letteraria e politica della moglie, che in quel periodo divenne nota come scrittrice con Den farlige Alder (L'età pericolosa).  Si separarono nel 1917 e divorziarono nel 1930. Entrambi i matrimoni rimasero senza figli.

### Attività politica e sociale
Durante la prima guerra mondiale Karin Michaëlis, essendo molto amica di Eugenie Schwarzwald,  si trasferì a Vienna impegnandosi attivamente in attività sociali e umanitarie.
Molto presto Karin Michaëlis denunciò il pericolo rappresentato dall'ascesa di Mussolini e Hitler. Nel 1932 prese parte a un congresso contro la guerra ad Amsterdam. Dal 1933 accolse nella sua proprietà di Thurø diversi rifugiati dalla Germania, tra cui Bertolt Brecht e sua moglie Helene Weigel.  I suoi libri furono proibiti in Germania e in Italia. Nel 1940, con l'invasione tedesca della Danimarca, emigrò in America, da dove fece ritorno nel 1946. È sepolta nel cimitero di Thurø.

## Carriera letteraria
Nel corso di 50 anni di carriera, Karin Michaëlis scrisse 36 romanzi, 9 libri per ragazzi e due autobiografie, più molti altri libri e un gran numero di articoli su giornali e periodici.
Nel 1910 pubblicò Den farlige Alder (L'età pericolosa). È la storia di Elsie Lindtner, che dopo aver divorziato dal marito, cerca di riallacciare una relazione con un uomo più giovane che un tempo l'aveva adorata da lontano. Quando anche questa relazione fallisce, lei decide di vivere viaggiando in tutto il mondo insieme a un'amica.  Il libro fece scandalo, perché toccava argomenti tabù come i desideri sessuali di una donna di 40 anni. Il romanzo fu tradotto in italiano molte volte (la prima nel 1911 da Mario Mariani) ed ebbe diverse versioni cinematografiche, tra cui una del 1927 con Asta Nielsen.
Tra gli articoli scritti per riviste americane, spicca una serie (in due parti) scritta per il Munsey's Magazine nel 1913, dal titolo "Why Are Women Less Truthful Than Men"("Perché le donne sono meno sincere degli uomini") e un'intervista con Woodrow Wilson per il Living Age Magazine nel 1925, "On President Wilson's Trail" (Sulla pista del Presidente Wilson)
Nel 1914 uscì Glaedens Skole (Scuola allegra), sulla scuola innovativa fondata a Vienna da una sua amica, la pedagogista austriaca Eugenie Schwarzwald. Michaëlis scrisse anche una serie di libri sulle esperienze di una ragazzina che cresce, di nome Bibi. I libri di Bibi uscirono in sette volumi dal 1929 al 1939 e furono un grande successo internazionale. In  questi romanzi per adolescenti, il lettore incontra Bibi, figlia di un capostazione vedovo, che non ha madre, ma proprio per questo è libera. È una scavezzacollo idealistica che viaggia libera su tram e treni e lotta incessantemente in difesa degli animali.
Negli anni quaranta vennero pubblicate le autobiografie Little Troll e Vidunderlige Verden (Un mondo meraviglioso) .